# Tim Clark (golfer)
Timothy Henry Clark (Durban, 17 december 1975) is een golfprofessional uit Zuid-Afrika.
Tim Clark groeide op vlak bij de Durban Country Club en sloeg op 3-jarige leeftijd zijn eerste golfballen. Zijn vader was zijn eerste leraar. 

## Amateur
Clark zat van 1992 tot 1994 in de nationale selectie. Hij behaalde drie Natal Junior titels. Terwijl hij op de North Carolina State University studeerde, won hij het Amateur Public Links Championship. Hij kreeg daardoor een wildcard voor de Masters maar miste de cut.

### Gewonnen
- 1997: Amateur Public Links Championship

## Professional
Clark werd in 1998 professional. 
In 2002 moest hij zich kwalificeren om aan het Zuid-Afrikaans Open mee te mogen doen, en won. Dit was iets wat niet eerder was voorgekomen bij dat toernooi.
Het Schots Open, dat hij in 2005 won, kende al twee eerdere Zuid-Afrikaanse winnaars, Ernie Els en Retief Goosen.
Clark speelt in Zuid-Afrika, Europa en de Verenigde Staten, waar hij studeerde. Toen hij in 2000 twee toernooien won op de Nike Tour (de huidige Nationwide Tour), kwalificeerde hij voor de Amerikaanse PGA Tour van 2001. Zijn hoogtepunt daar was toen Phil Mickelson de Masters in 2006 won, en hij op de tweede plaats eindigde.
In 2009 speelde hij tien toernooien die telden voor de Europese Tour, en haalde zeven cuts. Vier daarvan waren in de Verenigde Staten, één in Zuid-Afrika, één in Australië. Het enige toernooi in Europa was het Brits Open. Hij eindigde op de 70ste plaats van de Order of Merit en heeft dus een tourkaart voor de Europese Tour van 2010.
In mei 2010 behaalde hij zijn eerste overwinning op Amerikaanse Tour. Hij won The Players Championship met een score van 16 onder par.

### Gewonnen

#### Sunshine Tour
- 2002: Bell's South African Open
- 2005: South African Airways Open

#### Amerikaans Tour
- 2010: The Players Championship
- 2014: RBC Canadian Open

#### Europese Tour
- 2002: Bell's South African Open
- 2005: South African Airways Open, The Barclays Scottish Open

#### Nationwide Tour
- 2000: BUY.COM Fort Smith Classic, BUY.COM Boise Open

#### Elders
- 1998: New Brunswick Open, Canadian PGA Championship (beide Canadian Tour)
- 2005: Nelson Mandela Invitational (onofficieel evenement in Zuid-Afrika, met Vincent Tshabalala)
- 2006: CVS/pharmacy Charity Classic (met Nick Price, onofficieel evenement)
- 2008: Australian Open

## Teams
- Presidents Cup: 2003, 2005, 2009
- World Cup: 2002, 2005